# Postsecularización

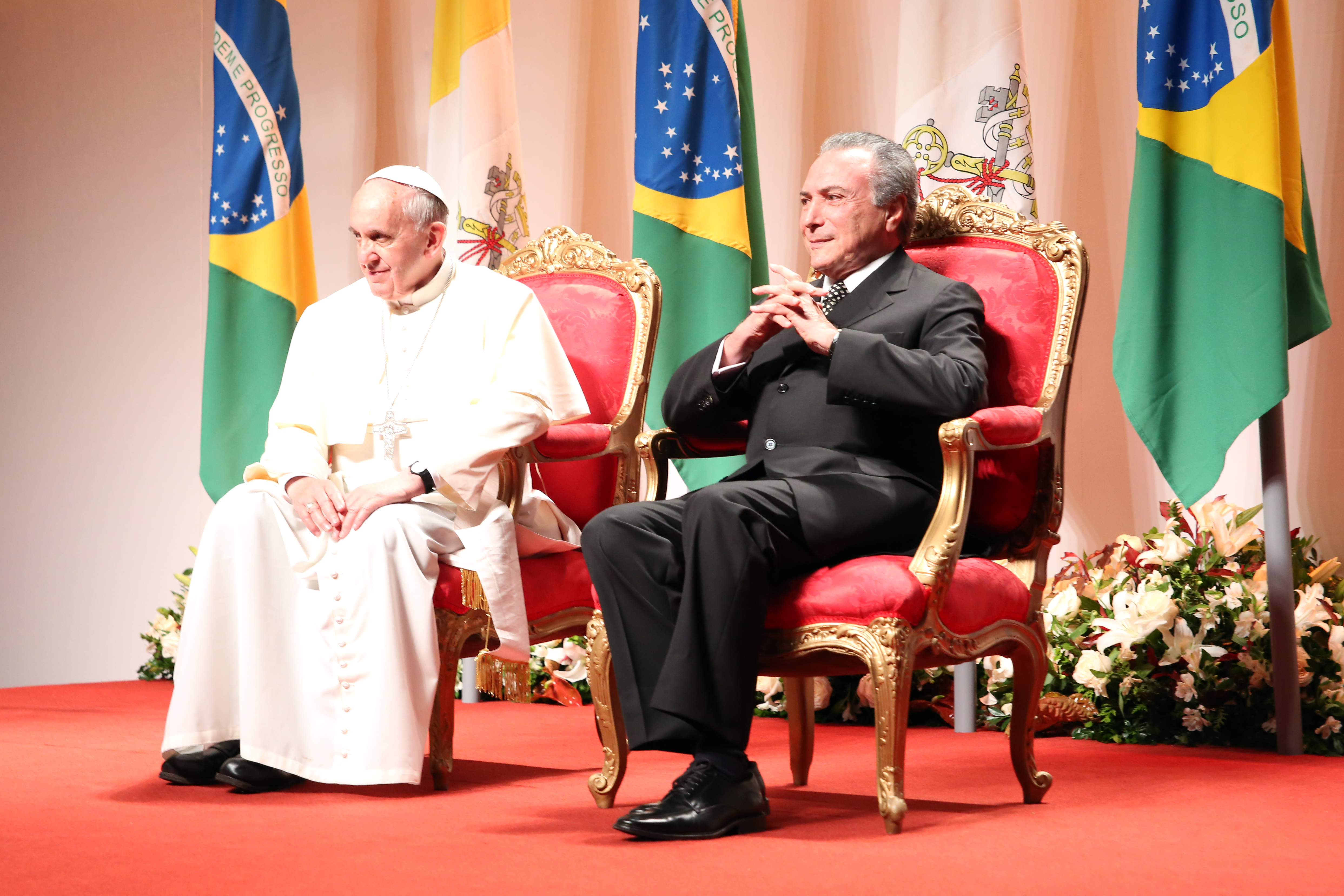
Michel Temer em despedida ao Papa Francisco

La postsecularización es un marco teórico que surge como consecuencia de la crítica de la secularización. La idea básica de la postsecularización es que, tras un periodo de secularización, la supuesta desaparición de las religiones que se había anunciado desde la tesis de la secularización no se ha cumplido y que, más bien, es la pluralidad la característica fundamental de las sociedades postseculares.  El término es utilizado por distintas disciplinas relacionadas con el estudio de las dinámicas de las religiones en la contemporaneidad, particularmente filosofía y sociología. 

## Origen
A pesar de que, con anterioridad al inicio del siglo XXI, ya se planteaba la necesidad de superación de la secularización como teoría, particularmente con el giro que Tschannen propugnó a finales del siglo XX para que la secularización se convirtiera en paradigma y dejara de ser considerada como una teoría, la conferencia del filósofo alemán Jürgen Habermas en la Pauluskirche de Fráncfort es tomada habitualmente como hito de partida. En esta ponencia, acaecida días después del atentado del 11S, señalaba la necesidad de replantear las relaciones entre religión y modernidad a fin de superar el binomio que había establecido la teoría de la secularización entre "mayor modernización" y "menor religiosidad".

## Ideas fundamentales de la postsecularización

#### Núcleo del paradigma
Desde la perspectiva postsecular, la teoría de la secularización habría devenido obsoleta ante la constatación de que las religiones no habían desaparecido durante el proceso de modernización. Más bien, sería la pluralidad entre voces seculares y religiosas lo que caracteriza al contexto de una sociedad que ha experimentado el proceso de secularización. Por eso, entre sus ideas fundamentales, cabe destacar las siguientes:
- El reconocimiento de la pluralidad propia de las sociedades seculares.
- La necesidad de diálogo entre actores seculares y religiosos, siendo necesaria la promoción de un marco dialógico en el seno de la interacción social.
- La posibilidad de que los actores religiosos puedan presentar sus puntos de vista en su propio lenguaje en la esfera pública y que, además, los actores seculares puedan asumir parte del esfuerzo de traducción de lenguajes.

Críticas principales
Distintas voces del debate académico han planteado críticas a la propuesta de la postsecularización. Žižek plantea que las religiones pueden ser “vampirizadas” para los fines de la democracia deliberativa. Igualmente, no existe consenso sobre el uso de la postsecularización como categoría a la hora de analizar las relaciones entre religiones y secularidad. Autores como Steve Bruce, a este respecto, continúa defendiendo la pertinencia de la categoría ‘secularización’ en el contexto actual.